# جاكوب بيتيرسون
جاكوب بيتيرسون (بالإنجليزية: Jacob Peterson)‏ (27 يناير 1986 ببورتاغ في الولايات المتحدة - ) هو لاعب كرة قدم أمريكي في مركز الوسط. شارك مع منتخب الولايات المتحدة تحت 17 سنة لكرة القدم ومنتخب الولايات المتحدة تحت 20 سنة لكرة القدم. أما مع النوادي، فقد لعب مع سان خوسيه إيرثكويكس وسبورتينغ كانساس سيتي وكولورادو رابيدز ونادي تورونتو وFlint City Bucks ‏ وKalamazoo Kingdom ‏.

## وصلات خارجية
- جاكوب بيتيرسون على موقع الدوري الأمريكي (الإنجليزية)
- جاكوب بيتيرسون على موقع قاعدة بيانات كرة القدم.إي يو (الإنجليزية)
- جاكوب بيتيرسون على موقع Soccerbase.com (لاعب) (الإنجليزية)
- جاكوب بيتيرسون على موقع Soccerway.com (الإنجليزية)
- جاكوب بيتيرسون على موقع عالم كرة القدم.نت (الإنجليزية)
- جاكوب بيتيرسون على موقع AS.com (الإسبانية)